# Босилєво – Спліт
Босилєво — Спліт — газопровід в Хорватії, прокладений уздовж Адріатичного узбережжя країни.
В 2006 році через приймальний термінал в Пулі (крайня північ узбережжя) почав надходити газ офшорних родовищ, який далі прямував на схід по трубопроводу Пула — Карловац. Частину ресурсу із нього вирішили спрямувати на південь Далмації, створивши відгалуження у Подребар біля Босилєво. Перші дві ділянки газопроводу — Подребар — Йосипдол довжиною 29 км та Йосипдол — Госпич довжиною 83,5 км, ввели в експлуатацію до кінця 2000-х.
У 2011-му стартувало спорудження ще двох ділянок: Госпич — Бенковац (останній пункт лежить біля великого міста Задар) довжиною 91 км та Бенковац — Дугопольє (на околиці іншого значного далматинського міста Спліт) довжиною 96 км. Цей етап робіт завершили в 2013 році.
На всій протяжності траса газопроводу виконана в діаметрі 500 мм та розрахована на робочий тиск 7,5 МПа. В районі Шибеник (між Задаром та Сплітом) відходить бічне відгалуження до Книну.
Варто відзначити, що існує проект спорудження Іонічно-Адріатичного трубопроводу, який має через Чорногорію та Албанію під'єднати Спліт до системи Трансадріатичного газопроводу, котрий постачатиме блакитне паливо східного походження. В будь-якому випадку, Хорватія збирається продовжити газопровід по своїй території на південь від Спліта через Плоче до Дубровника. Від цієї траси також має живитись трубопровід до Боснії та Герцеговини — проект Загвозд — Посуш'є — Травник.